# Megaselia longinqua
Megaselia longinqua är en tvåvingeart som beskrevs av Bridarolli 1937. Megaselia longinqua ingår i släktet Megaselia och familjen puckelflugor. Inga underarter finns listade i Catalogue of Life.